# 市野紀生
市野 紀生（いちの のりお、1941年1月1日 - 2023年7月19日）は、日本の実業家。東京ガス代表取締役元社長、会長。社団法人日本ガス協会元会長。日本野球連盟元会長。NPO法人日本防災士機構評議員。

## 経歴
広島県呉市出身。1964年に早稲田大学法学部を卒業し株式会社東京瓦斯入社。1998年常務取締役事業開発本部長などを経て2000年代表取締役専務取締役事業開発本部長、2001年代表取締役専務取締役、2002年代表取締役副社長執行役員コーポレート・コミュニケーション本部長、2003年代表取締役社長社長執行役員就任。2008年から取締役会長。
2009年5月から社団法人日本ガス協会会長。その他、日本取締役協会・内部統制研究会座長、東商環境委員会委員長なども務める。
呉市の生まれで幼少期には激しい空襲に遭い命の危険にさらされる。人一倍の行動力で人生を切り開いてきた。アルバイトで生計を立てながら早大を卒業。就職活動に必要な「紹介状」を入手しようと、同郷という理由だけで当時の池田勇人首相の都内の私邸に押しかけ「紹介状」を書いてもらう。その「紹介状」が東京ガス入社の決め手になったという。
少年時代から現在も現役としてプレーする無類の野球好き。東京近郊の企業が参加する45歳以上の軟式リーグで、東京ガスの「1番・指名打者」として打席に立つ。ケガが怖いと周りは止めるがやめない。2010年2月日本野球連盟（社会人野球）会長に就任、社会人野球の旗振り役を任される。不況により、社会人野球は冬の時代を迎えている。最盛期で237あった企業チームは現在85まで減少。会見に臨んだ市野は「厳しい時代ですが、チームの応援で社員が一つになれば企業の活力アップにつながる。盛り上げるお手伝いをしたい」と、再興へ尽力する決意を示した。
2023年7月19日、肺炎のため死去。82歳没。